# تومي ميلنر
تومي ميلنر (بالإنجليزية: Tommy Milner)‏ هو سائق سيارة سباق أمريكي، ولد في 28 يناير 1986 في واشنطن العاصمة في الولايات المتحدة.

## وصلات خارجية
- تومي ميلنر على موقع DriverDB.com (الإنجليزية)

- الموقع الرسمي